# Joaquim d'Alexandria
Joaquim d'Alexandria va ser patriarca Ortodox d'Alexandria de l'any 1487 al 1567.
Va ser elegit patriarca d'Alexandria quan tenia 38 anys. Quan el sultà otomà Selim I (1512-1520) va ocupar Egipte, el patriarca Joaquim va rebre un Firman que garantia tots els privilegis patriarcals. Va mantenir relacions constants amb la dinastia dels Tsars de Rússia, de la que va rebre suport financer per al tron patriarcal. Va participar en un Sínode a Constantinoble l'any 1544. Va ordenar a l'arquebisbe del Sinaí i va establir que els arquebisbes del Sinaí fossin consagrats pel Patriarca de Jerusalem. Va morir als 119 anys, el 1567. És honorat com a sant per l'Església Ortodoxa.